# Convention sur les travailleurs domestiques
La Convention sur les travailleurs domestiques (Convention on Domestic Workers), officiellement la Convention concernant le travail décent pour les travailleurs domestiques, est une convention établissant des normes de travail pour les travailleurs domestiques. Il s'agit de la 189e convention de l'Organisation Internationale du Travail (OIT), adoptée lors de la 100e session de l'OIT, le 16 juin 2011 . Elle entre en vigueur le 5 septembre 2013.

## Droits
Les principaux droits accordés aux travailleurs domestiques en tant sont les heures de repos quotidiennes et hebdomadaires (au moins 24 h), le droit au salaire minimum et le droit de choisir le lieu où ils vivent et passent leurs congés. Les États parties qui l'ont ratifiée doivent aussi prendre des mesures de protection contre la violence et imposer un âge minimum conforme à l'âge minimum pour les autres types d'emploi. Les travailleurs ont en outre droit à une communication claire (de préférence par écrit) des conditions d'emploi qui, en cas de recrutement international, doivent être communiquées avant l'immigration. Ils ne sont en outre pas tenus de résider dans la maison où ils travaillent, ni d'y rester pendant leurs congés.

## Adoption et entrée en vigueur
Cette convention est mise aux voix le 16 juin 2011 lors d'un vote pendant la conférence de l'OIT à Genève. L'OIT étant une organisation tripartite, pour chaque pays, le gouvernement, les employeurs et les représentants des travailleurs ont le droit de vote. La convention est adoptée avec 396 voix pour et 16 contre (et 63 abstentions). Tous les États du golfe Persique ont voté pour, alors que des abstentions sont notamment exprimées par le Royaume-Uni.
Cette convention entre en vigueur un an après sa ratification par deux pays, ce qui est une condition d'entrée en vigueur standard pour les conventions de l'OIT. Les ratifications doivent être communiquées au Secrétaire général du BIT.
Le 26 avril 2012, le parlement uruguayen approuve la convention et est ainsi devenu le premier pays à la ratifier, suivi de l'assentiment présidentiel le 30 avril 2012 et du dépôt de son instrument de ratification en juin 2012.
En octobre 2021, elle est ratifiée par 35 États.

## Mesures prises pour les travailleurs domestiques contre le COVID-19
L'OIT estime que 49,3 % des travailleurs domestiques sont gravement touchés au début de la pandémie. Ce chiffre culmine à 73,7% le 15 mai, puis descend à 72,3% le 4 juin. Début juin 2020, le nombre d'infections COVID-19 dépassait 7,3 millions de cas dans la plupart des pays et territoires. Au fur et à mesure que le nombre de cas se propageait, les mesures augmentaient également Afin de faciliter la distanciation physique, beaucoup de pays adoptent des mesures de blocage total ou partiel pour empêcher la transmission.
L'expérience du COVID montre que la protection sociale et la politique active du marché du travail nécessitent une planification et une mise en œuvre stratégiquement intégrées. L'OIT juge nécessaire d'empêcher de nouvelles pertes d'emplois pendant la récession et de préparer la main-d'œuvre à l'offre du marché du travail pendant la future reprise économique. Le renforcement de la synergie entre les mesures de protection sociale est une priorité pour soutenir l'OIT pour ses mandants.